# Tramway de Liège
Ne doit pas être confondu avec Ancien tramway de Liège, Tramway de Liège à Flémalle et Seraing ou Tramway vicinal de Liège.
Le tramway de Liège est une ligne de tramway qui circule entre les pôles importants de la ville de Liège. La ligne relie la gare multimodale de Sclessin au terminus de Coronmeuse et à un second terminus à Bressoux (centre de maintenance et de remisage) en passant par la gare des Guillemins et la place Saint-Lambert. Cette ligne est mise en service le 28 avril 2025. 
Le projet initial prévoyant de relier Herstal à Jemeppe-sur-Meuse a été relancé en juin 2021 et la ligne devait être prolongée pour 2026, bien qu'elle ait été annulée par le gouvernement Wallon le 29 août 2024. La ligne serait exploitée en partenariat public-privé.

Une hypothétique ligne 2 pourrait être réalisée plus tard entre Ans et Vaux-sous-Chèvremont (Chaudfontaine),. Ou plus probablement entre Ans et Chênée.

## Histoire

### Les transports publics à Liège

#### Les anciens réseaux de tramway

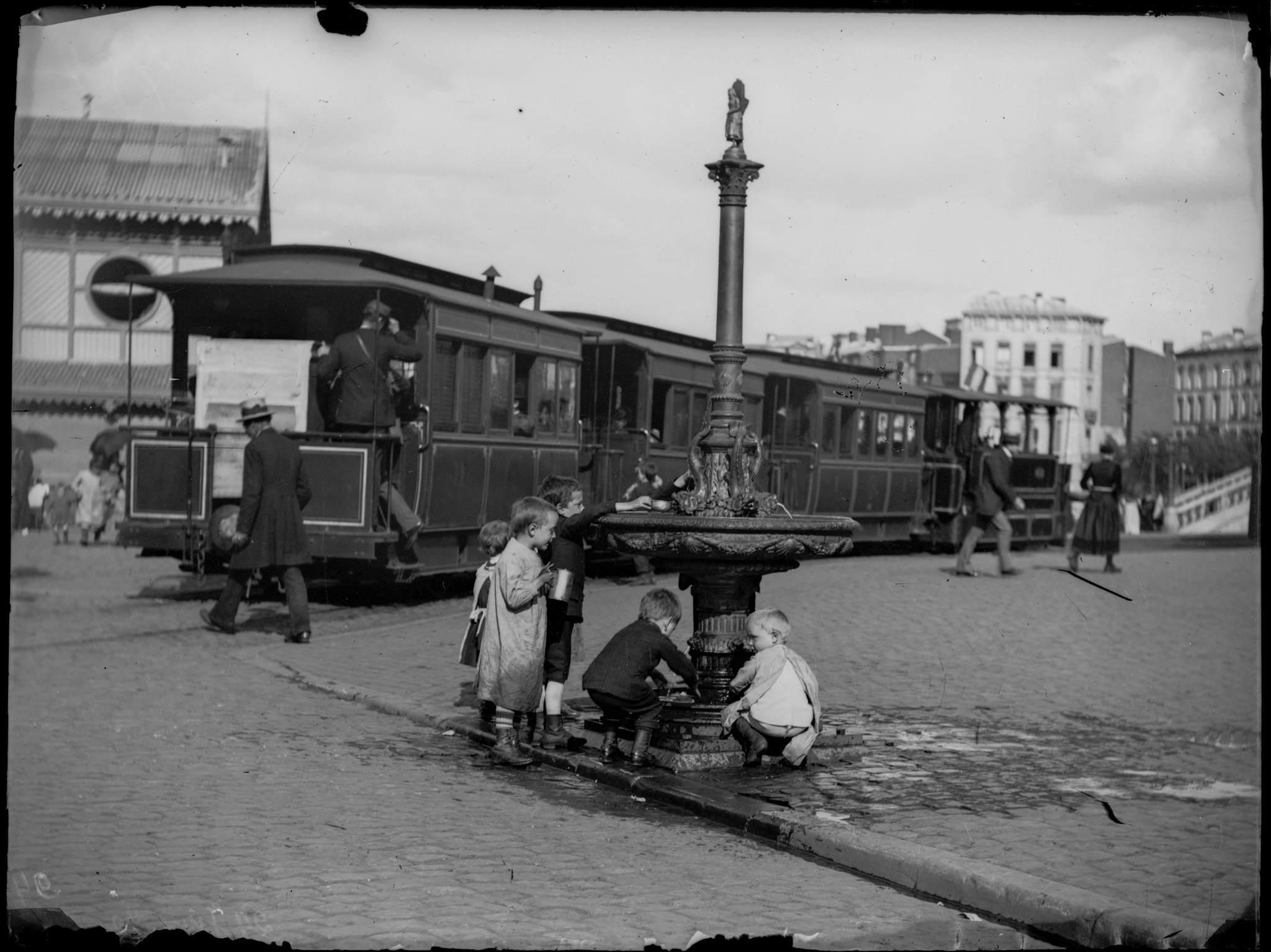
Tramway place Cockerill, derrière la fontaine Montefiore, en 1890.

La ville de Liège a connu de la fin du XIXe siècle jusqu'aux années 1960 plusieurs réseaux de tramway, le principal à écartement standard était à l'origine exploité par différentes compagnies qui ont fusionné en 1928 pour former la compagnie des Tramways unifiés de Liège et extensions (TULE). Ce réseau, le principal à Liège est toujours resté indépendant du réseau exploité par la Société nationale des chemins de fer vicinaux (SNCV) à écartement métrique ainsi que du tramway de Liège à Flémalle et Seraing (avec une antenne ultérieure vers Ougrée) également à écartement standard mais exploité tout au long de son existence par la société anonyme des Railways économiques de Liège-Seraing et extensions (RELSE).
Ces différents réseaux sont supprimés au cours des années 1950 et 1960, le dernier tramway a circulé en novembre 1967. Le Musée des transports en commun de Wallonie préserve de nombreux véhicules de ces anciens réseaux.

#### Le projet de métro avorté
En 1971, la réalisation d’un métro est décidée. Un tunnel de 750 mètres de long sera ainsi construit sous les quais Saint-Léonard et de la Batte. Mais le métro ne vit jamais le jour, et le tunnel est aujourd’hui considéré comme l’un des Grands travaux inutiles du pays. Le TEC y entreposait une trentaine d'anciens autobus jusqu'à la nuit du mercredi 30 au jeudi 31 octobre 2019, nuit durant laquelle un incendie s'est déclaré,. Le lieu est en effet victime depuis plusieurs années de " l'urbex ". On retrouve sur YouTube une vidéo montrant l'exploration illégale du lieu. Dans le cadre de la construction de la ligne 1 du tramway, la trémie a été rebouchée laissant davantage de place aux marchands lors de la Batte.

### Le projet

#### Les prémices
Depuis 2008, un consensus existe au sein de la conférence des bourgmestres, de la Région wallonne, et de la SRWT quant au retour du tram. En effet, d'une part, l'agglomération doit contrer l'augmentation constante du trafic automobile à Liège, d'autre part, certains axes sont saturés, notamment le fond de vallée.
Le projet reste alors imprécis : une première ligne allant de Seraing à Herstal semble acquise, tandis qu'une seconde ligne allant d'Ans à Chênée, voire Vaux-sous-Chèvremont est envisagée. Certains soulignent en outre la nécessité de prévoir une boucle de centre ville qui remplacerait approximativement l'actuelle ligne 4 des bus liégeois.
Le coût pour la construction de la première ligne est estimé à 500 millions d'euros, celui de la seconde ligne, de 300 à 700 millions. L'inauguration de la première ligne est souhaitée pour 2015. Longue de 17,5 km, cette ligne compterait 25 arrêts, dont sept points d'intermodalité forte avec les bus.
Le 21 octobre 2011, le gouvernement wallon adopte le tracé définitif de la ligne 1.
Le 22 décembre 2011, le gouvernement wallon s’accorde sur la réalisation de la première phase de la ligne 1, c’est-à-dire la liaison entre Sclessin et Coronmeuse. Ce tronçon aurait dû voir le jour pour 2017,, le projet étant envisagé dans le cadre de la candidature de la ville à l'Exposition internationale de 2017.

#### L'échec du premier marché public
Le 18 mars 2013, la demande de permis unique a été déposée par la SRWT. L'enquête publique s'est déroulée du 15 avril au 15 mai 2013.
En août 2013, la SRWT a reçu 3 offres de consortium :
- Alstom – BAM PPP PGGM – DG Infra : « Mobiliège »
- Bombardier – Meridiam – CFE – Vinci: « Legiaexpress »
- CAF – COLAS – DIF : « TramArdent »

Le 17 janvier 2014, le permis unique (environnement et urbanisme) est accordé par la Région wallonne.
Le 3 avril 2014, la SRWT a sélectionné deux consortium qui devaient remettre leur offre finale pour le 15 septembre 2014 : « Mobiliège » et « Legiaexpress ». Le consortium « Tramardent » reçoit une indemnité de 1 200 000 € et ce, à titre de compensation forfaitaire pour les frais d'établissement de son offre.
Le 10 décembre 2014, la SRWT annonce que les négociations en vue de l'attribution du marché du Tram de Liège se poursuivraient avec un soumissionnaire préférentiel, à savoir le consortium « Mobiliège » emmené par Alstom et BAM. Cette décision donne évidemment une indication importante sur le partenaire privé qui aurait dû être chargé de réaliser le tram de Liège, cela n’exclut pas totalement son concurrent, LegiaExpress, qui pourrait être rappelé autour de la table si la négociation finale avec Mobiliège n'aboutissait pas. Au terme de cette négociation, c'est au gouvernement wallon que doit revenir le choix définitif du consortium retenu.
La signature du contrat DBFM (Design, Build, Finance, Maintain) était prévue au printemps 2015. Celle-ci devait être suivie par une phase d’études préparatoires puis d’un chantier pour une mise en service commercial du tram à l'automne 2018. Cependant, en mars 2015, Eurostat, l'organe européen de contrôle des normes comptables, recale le dossier de financement du tram liégeois.
En juillet 2015, Eurostat rend, pour la seconde fois et à la suite des modifications du dossier, un avis négatif.
Le 16 janvier 2016, la Ville de Liège annonce avoir reçu pour la 3e fois consécutive un avis négatif d'Eurostat. Le même jour, elle lance une pétition citoyenne en faveur du tram.

#### Le second marché public
Le 10 février 2017, Eurostat approuve le montage financier. Les travaux devraient débuter fin 2018 pour un début d'exploitation au printemps 2022.
Un nouvel appel d'offres est lancé en mars 2017.
Le 5 octobre 2017, le délai pour le dépôt officiel des offres pour le tram de Liège arrivait à échéance. La lutte se résume à un duel entre le français Alstom, et le fabricant espagnol de matériel ferroviaire Construcciones y Auxiliar de Ferrocarriles.
Le choix définitif du fabricant aurait dû intervenir au premier trimestre 2018. Mais la mutation du groupe TEC en un Opérateur de Transports de Wallonie (OTW) occasionne un report supplémentaire, la décision d'attribuer le marché devant être prise par le Conseil d'Administration de la nouvelle structure. En juillet 2018, il est annoncé une réunion de ce nouveau CA en septembre 2018.
Le 19 septembre 2018, l'Opérateur de transport de Wallonie (OTW – nouveau nom de la SRWT) a attribué le marché à l'association momentanée « TramArdent ». C'est donc l'espagnol Construcciones y Auxiliar de Ferrocarriles (CAF) qui fournira les véhicules, qui seront des tramways de sa gamme Urbos. Quant aux travaux des infrastructures, c'est l'entreprise Colas qui s'en chargera. Cette décision a été confirmée par le conseil d'administration de l'OTW le 28 novembre 2018.

#### Chantier

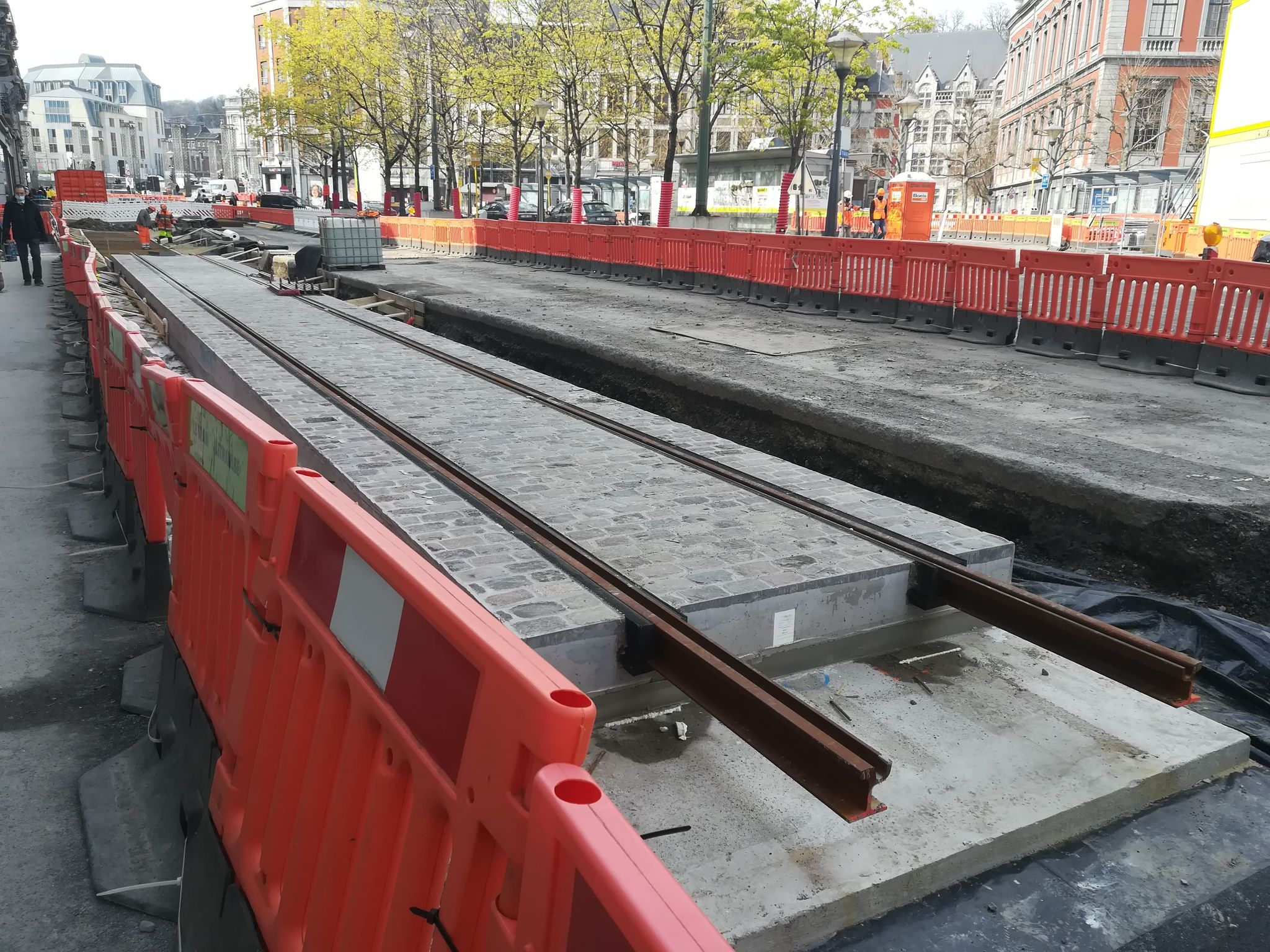
Travaux rue Léopold en avril 2021.

Les travaux, prévus pour durer trois ans, entre 2019 et octobre 2022 pour la ligne 1, prennent du retard à cause de la pandémie,, des inondations de juillet 2021, de l’inflation et de la gestion du chantier par l’entrepreneur. Après de nombreux reports,,,,, la ligne 1 est finalement mise en service le 28 avril 2025.

#### L'extension
Le 23 juin 2021, la Commission européenne approuve le plan de relance belge, dans lequel figure le projet d’extension du tram à Liège. Un budget de 105 millions est prévu pour les tronçons Jemeppe-Sclessin et Herstal-Coronmeuse. Le 29 août 2024, le gouvernement wallon annonce l'abandon des deux prolongements prévus jusqu'à Herstal et Jemeppe, qui seront remplacés par des lignes de bus « prioritaires ».

### Le nouveau réseau

#### Ligne 1: Coronmeuse/Bressoux à Sclessin
La ligne, dont les terminus se situent d'une part à Sclessin et d'autre part à Coronmeuse et Bressoux, a une longueur totale de 11,7 kilomètres pour 23 stations.
|  |   |   |   |  | Stations            | Lat/Long                    | Sections |  |
|  | - | - | - |  | ------------------- | --------------------------- | -------- |  |
|  |   |   | ■ |  | Liège Expo          | 50° 38′ 44″ N, 5° 36′ 35″ E | Bressoux |  |
|  |   |   | • |  | Droixhe             | 50° 38′ 48″ N, 5° 36′ 14″ E | Bressoux |  |
|  | ■ |   |   |  | Coronmeuse          | 50° 39′ 17″ N, 5° 36′ 43″ E | Liège    |  |
|  | • |   |   |  | Parc Reine Astrid   | 50° 39′ 08″ N, 5° 36′ 16″ E | Liège    |  |
|  |   | • |   |  | Pont Atlas          | 50° 38′ 57″ N, 5° 35′ 51″ E | Liège    |  |
|  |   | • |   |  | Marengo             | 50° 38′ 53″ N, 5° 35′ 34″ E | Liège    |  |
|  |   |   | • |  | Curtius             | 50° 38′ 48″ N, 5° 35′ 04″ E | Liège    |  |
|  |   |   | • |  | La Batte            | 50° 38′ 42″ N, 5° 34′ 46″ E | Liège    |  |
|  | • |   |   |  | Pont Maghin         | 50° 38′ 51″ N, 5° 35′ 09″ E | Liège    |  |
|  | • |   |   |  | Féronstrée          | 50° 38′ 48″ N, 5° 34′ 48″ E | Liège    |  |
|  |   | ■ |   |  | Place Saint-Lambert | 50° 38′ 42″ N, 5° 34′ 25″ E | Liège    |  |
|  |   | • |   |  | Opéra               | 50° 38′ 39″ N, 5° 34′ 12″ E | Liège    |  |
|  |   | • |   |  | Sauvenière          | 50° 38′ 31″ N, 5° 34′ 00″ E | Liège    |  |
|  |   | • |   |  | Pont d'Avroy        | 50° 38′ 21″ N, 5° 34′ 08″ E | Liège    |  |
|  |   | • |   |  | Charlemagne         | 50° 38′ 07″ N, 5° 34′ 08″ E | Liège    |  |
|  |   | • |   |  | Blonden             | 50° 37′ 47″ N, 5° 34′ 09″ E | Liège    |  |
|  |   | • |   |  | Petit Paradis       | 50° 37′ 39″ N, 5° 34′ 18″ E | Liège    |  |
|  |   | ■ |   |  | Gare des Guillemins | 50° 37′ 29″ N, 5° 34′ 07″ E | Liège    |  |
|  |   | • |   |  | Général Leman       | 50° 37′ 13″ N, 5° 34′ 25″ E | Liège    |  |
|  |   | • |   |  | Val Benoît          | 50° 36′ 52″ N, 5° 34′ 22″ E | Sclessin |  |
|  |   | • |   |  | Petit Bourgogne     | 50° 36′ 34″ N, 5° 33′ 39″ E | Sclessin |  |
|  |   | • |   |  | Place Ferrer        | 50° 36′ 35″ N, 5° 33′ 12″ E | Sclessin |  |
|  |   | ■ |   |  | Standard            | 50° 36′ 40″ N, 5° 32′ 38″ E | Sclessin |  |

## Matériel roulant

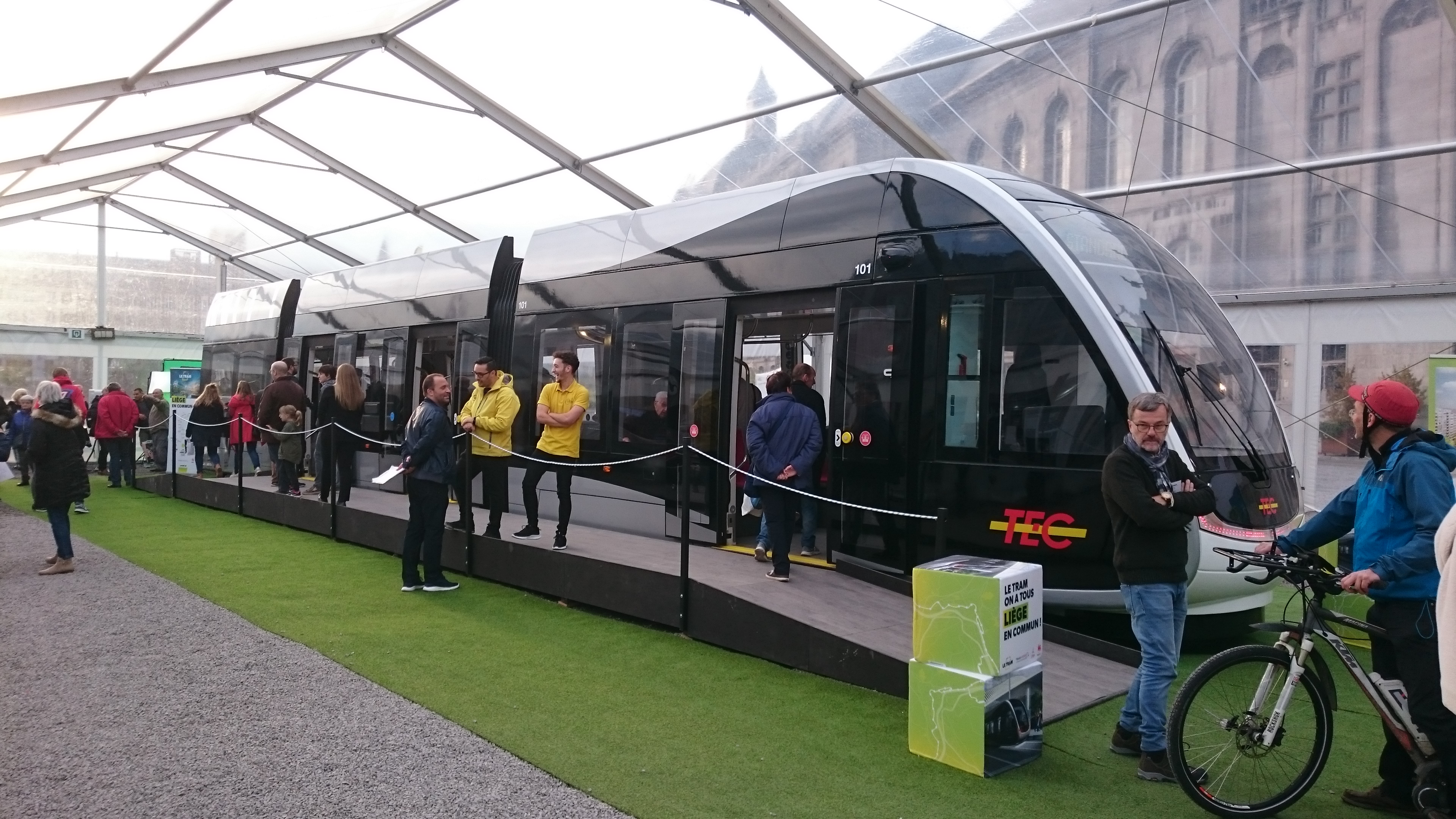
Maquette 1:1 d'une moitié de rame du futur tram.

Le 19 septembre 2018, l'Opérateur de transport de Wallonie (OTW – nouveau nom de la SRWT) a attribué le marché à « TramArdent ». C'est donc l'Espagnol Construcciones y Auxiliar de Ferrocarriles (CAF) qui fournira les véhicules (20 rames au total), qui seront des tramways de sa gamme Urbos.
Une maquette bois et acier grandeur nature d'une demi-rame en livrée TEC a été exposée du 5 au 13 octobre 2019 sur l'espace Tivoli où les futurs utilisateurs pouvaient la découvrir. Elle est ensuite exposée au musée des transports en commun de Wallonie,.
Les caractéristiques techniques d'une rame :
- Poids : 64 t (par rame).
- Hauteur : 3,6 m
- Longueur : 45 m
- Largeur : 2,65 m
- Capacité : 434 personnes dont 62 places assises et 90.000 passagers par jour.
- Fréquence : 4 minutes 30s en heures de pointe et 5 à 7 minutes 30s en heures creuses.
- Heures de service : De 5h du matin à 1h du matin.